# Denham Harman
 (juin 2018).
Denham Harman (14 février 1916 - 25 novembre 2014,) est un chimiste, biologiste et médecin gérontologue, professeur émérite à l'Université du Nebraska.
Inspiré par les résultats sur l'effet biologique des radiations, le Dr. Harman a formulé entre 1950 et 1956 une hypothèse sur l'action des oxydants dans le métabolisme cellulaire : la théorie radicalaire du vieillissement,. Il a également mis en évidence le rôle des antioxydants (vitamines C, E, bêta carotène) dans la prévention de certaines maladies du cœur et certains cancers. En 1995, il a été proposé pour le Prix Nobel de médecine.

## Père de la théorie radicalaire du vieillissement
Dans toute l'histoire de la gérontologie, un nom est incontournable : il s’agit de celui du Dr Denham Harman. Il est professeur honoraire au centre médical de l'Université du Nébraska et fondateur de l'Association Américaine du Vieillissement et de l'Association Internationale de Gérontologie Biomédicale. Il est surtout connu pour avoir exposé puis développé la théorie radicalaire du vieillissement. Cette théorie influente, basée sur des observations de chimie des radicaux libres dans les systèmes biologiques, était un saut stupéfiant dans la spéculation scientifique et la compréhension des mécanismes du vieillissement.

### Origine de la théorie radicalaire du vieillissement
En 1954, neuf ans après la première utilisation de l’arme nucléaire contre le Japon, les scientifiques américains soulevaient d’importantes questions à propos des effets des rayonnements sur la santé de l’homme. Le bureau de l'intelligence navale des USA mena plusieurs études de 1947 à 1954, afin de déterminer ce que les rayonnements endommageaient chez l'homme, et d’examiner si les antioxydants et d'autres composés radioprotecteurs pouvaient protéger les soldats et les civils contre les effets de ces radiations ionisantes. Les chercheurs avaient noté que les souris avaient produit des radicaux libres en quantité massive après l'exposition à des radiations intenses, et que des cancers normalement liés au vieillissement avancés avaient été diagnostiqués. De nombreux articles sur la chimie des radicaux libres ont alors été écrits par Harman, convaincu que l'exposition aux radiations avait produit un modèle de vieillissement accéléré et que les radicaux libres présents dans le métabolisme normal devaient être responsables du processus du vieillissement.
En 1954, après avoir étudié l’effet de l’administration d’antioxydants diététiques à des souris, il énonce la théorie du vieillissement des radicaux libres. Dès 1957, il prouvait que les composés radioprotecteurs prolongeaient la durée de vie des souris : ainsi a été soutenue la première étude antioxydante diététique qui a cherché à augmenter la durée de vie des mammifères. Beaucoup d'autres études antioxydantes diététiques ont suivi au cours des années, confirmant le rôle important des radicaux libres dans le processus de vieillissement.
Les théories du vieillissement peuvent être divisées en deux catégories: théories stochastiques et théories déterministes. Les théories stochastiques défendent l’idée selon laquelle le vieillissement serait provoqué par des dommages aléatoires au niveau moléculaire, tel que les dommages dus aux radicaux libres. Les théories déterministes soutiennent que le vieillissement est génétiquement programmé. La théorie populaire, énoncée par Howard Curtis en 1959, rendant les mutations de l’ADN responsables du vieillissement, a enseveli la théorie de Harman pour plus d’une décennie. Cependant, en 1972, les découvertes de Setlow sur les nombreux mécanismes efficaces et insoupçonnés de réparation de l’ADN a complètement changé la vision que l’on avait sur le vieillissement, remettant à l’ordre du jour les théories déterministes.
Tandis que la majeure partie des théories déterministes du vieillissement ont été exclues au cours des années, la théorie originale des radicaux libres et ses nombreuses variations ont résisté à l'assaut du temps. Les recherches poursuivies durant de nombreuses années ont pu montrer les effets délétères des radicaux libres sur les tissus biologiques et le rôle protecteur de milliers d'antioxydants naturels et synthétiques. Grâce notamment aux premiers travaux de Denham Harman, beaucoup de gérontologistes disposent d'une base scientifique solide pour démontrer que des interventions pharmacologiques peuvent augmenter de manière significative la durée de vie moyenne des mammifères, y compris des humains.

### Les limites de la recherche
Une critique importante des études antioxydantes diététiques était que les antioxydants administrés n'ont produit que des augmentations modestes de la durée de vie des souris, n’augmentant pas l’âge maximum postulé pour l'espèce. Harman fut des premiers à admettre la validité de cette critique. Revenu à son laboratoire, il a en 1968 mené une étude antioxydante diététique et montré que la prise d’antioxydants augmente la durée de vie des souris de 45 %. Cet allongement des durées de vie moyenne et maximale de l’espèce offrait la première preuve du fait que les antioxydants diététiques peuvent augmenter la durée de vie chez la souris presque autant que la restriction calorique.

### La théorie mitochondriale du vieillissement
En 1972, Harman a émis l’hypothèse que le véritable responsable biologique du vieillissement était la mitochondrie. La recherche pendant les années 90 a confirmé que 90 % de la réduction de l'oxygène se produit dans les mitochondries et que la majorité de radicaux libres sont produits par les mitochondries. Ces études ont prouvé que l'affaiblissement des mitochondries joue un grand rôle dans le vieillissement. Il nomme cette nouvelle théorie : "théorie mitochondriale du vieillissement".

## Un pionnier
Ses dernières années, Denham Harman, resta actif dans la science du vieillissement, il étudia la possibilité de mettre au point diverses thérapies pour ralentir le processus de vieillissement. Il se disait déçu par les progrès si peu rapides de la recherche du vieillissement. Un autre problème de la recherche du vieillissement, selon Harman, est que “les chimistes connaissent mal la biologie, et les biologistes connaissent peu la chimie, ils restent confinés dans leurs secteurs propres et ne comprennent pas le travail des autres spécialités". Sa théorie du vieillissement des radicaux libres et sa proposition que les mitochondries sont les véritables horloges biologiques ont été confirmées à plusieurs reprises. Son travail a permis une avancée décisive dans la compréhension des mécanismes du vieillissement et permet à d'autres chercheurs de développer aujourd’hui des thérapies pour ralentir ou stopper sa progression.
Le Dr Donald Ingram, chef du laboratoire de gérontologie expérimentale au National Institute on Aging (NIA)de Baltimore parlait de Harman en ces termes : “Il mérite le prix Nobel".[réf. nécessaire]